# 派特里克·邦格德
派特里克·邦格德（丹麥語：Patrick Banggaard；1994年4月4日—）是一位丹麥足球運動員。在場上的位置是中後衛。他現在效力於丹麥足球超級聯賽球隊中日德蘭足球俱樂部。他也代表丹麥U21國家隊參賽。